# Sou cigana (canção de Elvas)
"Sou cigana" é uma canção de Natal tradicional portuguesa originária de Elvas.

## História

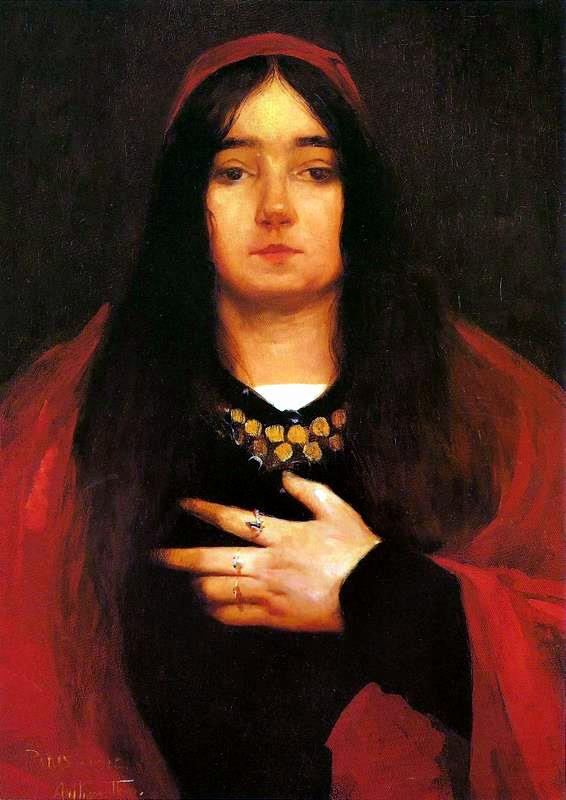
Artur Timóteo da Costa: Cigana (1910) na Pinacoteca do Estado de São Paulo.

Esta interessante cantiga tem diversos pontos de contacto com "Natal cigano", proveniente de Pardais, que é uma localidade próxima. Ambas seriam interpretadas pela personagem "Cigana" em autos populares.
Segundo o musicólogo português Mário de Sampayo Ribeiro, a música desta canção de Natal apresenta características que indicam uma origem espanhola. A letra, por sua vez, parece remontar aos séculos XVII ou XVIII, altura em que a "Cigana" passou a ser uma personagem comum nas peças populares.
Jorge Croner de Vasconcelos, compositor português, utilizou esta cantiga como um dos seus Oito Cantos do Natal em 1974.

## Letra
A letra desta cantiga é muito pequena e simples. Na primeira quadra a Cigana avisa a plateia do propósito da sua viagem: vai na direção de Belém para felicitar Maria e agradecer ao Menino Jesus; na segunda, após chegar ao presépio, louva o Menino Jesus e Nossa Senhora.

Sou cigana, sou cigana

Caminho para Belém,

Vou dar graças ao Menino

E à Senhora o parabém.

Parabéns vos dou Senhora

P'lo vosso Filho nascido

Na Terra seja louvado

E no Céu engrandecido.

## Discografia
- 2011 — Canções de Natal Portuguesas. Coro Gulbenkian. Trem Azul. Faixa 9: "Sou cigana".[4]